# مزيد عبد الرحمن الصانع
الفريق الركن مزيد عبد الرحمن الصانع ( 1934 - 8 أغسطس 2018) عسكري كويتي، ورئيس سابق للأركان العامة للجيش الكويتي ما بين عامي 1987 و1991، وشهدت فترته مرحلتي الغزو العراقي للكويت وحرب تحرير الكويت.

## السيرة العسكرية
```
التحق 
بالجيش الكويتي
 عام 
1956
، وتقلد مناصب عسكرية عدة، منها منصب نائب رئيس الاركان للادارة واللوازم، ومعاون نائب رئيس الاركان لهيئة الادارة والقوى البشرية، ثم رئيس الاركان بالنيابة ، وفي مطلع عام 
1987
 صدر مرسوم اميري بترقيته الى رتبة لواء، وتعيينه رئيساً لأركان الجيش بالاصالة، وعمل في هذا الموقع حتى منتصف عام 
1991
 ، وبعد تعرض دولة الكويت 
للغزو العراقي
 ، وكان له دور كبير، من موقع القيادة العليا في 
الرياض
 ، وفي اعادة بناء وتنظيم 
القوات المسلحة الكويتية
 ، استعدادا 
لتحرير الكويت
 من 
الاحتلال العراقي
 ، كما كان له دور بارز  في 
معركة التحرير
.
[
1
]
```

## أنظر أيضا
- فهد أحمد الأمير.
- محمد خالد الخضر.
- عبد الله فراج الغانم.
- علي المؤمن.
- عبد الرحمن محمد العثمان.
- خالد صالح الصباح